# 美國海軍海洋哺乳動物專案計劃

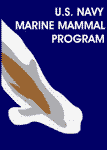
计划的标志

美国海军海洋哺乳动物专案计划（英语：Navy Marine Mammal Program，简称NMMP），是一个由美国海军执行的专案计划，用来研究海洋哺乳动物在军事方面的用途，此外，也训练那些在马戏团表演的动物来执行一些任务，包括保护船只及海港、侦测及清除地雷，以及武器回收。这个计划主要的研究对象是瓶鼻海豚和加州海狮。这个计划的基地位于加州圣地牙哥，研究用的动物都收容在此处，这裡也为研究用动物提供基础的训练。此专案计划所训练的动物曾被部署到发生国际冲突的区域，例如越战及伊拉克战争时，都曾使用过此专案计划所训练出的动物。
该项目在对待动物方面和动物的任务和训练方面一直受到非议和质疑。引起争议的至少部分原因也是因为项目本身的机密性，该项目于1990年代对外公开。一开始，对该项目就有对动物安全福利的担忧，其中许多是反对把海洋哺乳动物应用于军事领域，即使是用于非战斗任务，如水雷探测等方面。 海军则引用外部监督机制，包括正在进行的监控，为自己的动物保护标准辩护。
已有报道，该计划将于2017年开始关闭，这些动物将由扫雷机器人，比如通用动力公司的刀鱼（Knifefish）等替代。

## 历史
本项目起源于1960年，当时获得了一头太平洋短吻海豚，用作流体力学研究以改进鱼雷的性能。目的在于确定海豚是否具有精密的减阻系统，但是当时的方法没有显示出海豚在这方面有什么不同平常的能力。如今，得益于一些当今正在进行研究，包括可能用于人类的减阻的技术，本项目又得到重新启动，这些技术有皮肤顺应性, 生物聚合物，边界层加热等。
1962年，鉴于动物的智能，他们出色的潜水能力，和它们的可培训性，在加州的Point Mugu建立了一个新的研究项目，在海洋与Mugu潟湖之间的沙嘴上建立起研究设施。其意图是研究海豚的感官及能力，例如它们的天然声纳和潜水生理机能，并且确定如何使海豚和海狮可用于完成有用的任务，例如在水中寻觅目的物，将其标志定位。一个主要 成就是发现经过训练的海豚，海狮可以在公海中可靠地进行工作而且无需栓系。1965年，一条名为Tuffy的海军海豚参加了加州拉霍亚外海进行的“海上实验室二号”项目，它曾在海面与60公尺下的栖息地之间往来运送工具和信息，Tuffy还受训把迷途的潜水员找到并引导至安全区域。
1967年，美国海军海洋哺乳动物专案计划被定为机密项目，从此演变成了一个主要的“黑色预算”项目。在Point Mugu的研究设施和人员也迁移到加州圣地亚哥的Point Loma，置于“空间及海军战斗系统中心”(Space and Navy Warfare Systems Center, SSC Pacific)的控制之下。此外，在夏威夷Mokapu半岛北端Kane’ohe湾的海军陆战队航空站建立了一个实验室。 由于美国政府实施“基地重组与关闭”(Base Realignment and Closure, BRAC)计划，夏威夷的实验室于1993年关闭，大部分动物转移到圣地亚哥，一部分动物则仍留在当地，作为美国海军与夏威夷大学合作研究的一部分。 

## 项目说明
美国海军海洋哺乳动物专案计划基地在加州圣地亚哥，为圣地亚哥的“空间及海军战斗系统中心”(Space and Navy Warfare Systems Center, SSC Pacific)的一部分。动物在圣地亚哥湾训练。在圣地亚哥海湾海面常可见到海豚训练员。海豚用特种小型船只从他们的圈养区到训练区来回运输。有时也用其他一些地点来作特殊训练，如Channel Islands of California 的San Clement Island,以及西雅图和加拿大的鱼雷试验场。该计划宣称的动物活动内容包括保护港口和海军资产不受蛙人攻击；定位及回收贵重的训练和演习器材；对有潜在危险的水雷进行定位。
现有五个海洋哺乳动物团队。每个团队都培训不同的特种任务。每个由人员及动物组成的团队按军事术语有一个“MARK”编号，（简称MK号。五个团队分别定为MK4，MK5，MK6，MK7和MK8.其中MK4，7，8用的是海豚；MK5是海狮；MK6则二者都有。这些团队可在得到命令72小时内用船，飞机，直升机或陆地车辆部署到全世界的局部冲突地区或集结区。

### 扫雷
有三个团队的训练内容是探测敌方的水雷，水雷已成为美国海军舰只的主要威胁。MK4用海豚探测和标记栓系于海底的悬浮水雷的位置；MK7则使用海豚探测位于海床上或者埋藏在海底沉积物里的水雷。MK8训练为部队开始登陆时快速确定一条无水雷的安全走廊。
行动中，海豚先得到训练员的一个信号，然后开始利用其先天的回声定位能力在指定水域进行搜索。海豚以特定的方式向训练员报告是否探测到了目标。如果探测到的物体形似水雷，训练员会派出海豚释放一个浮标以标记该物体所在的位置，这样海军船只可以避开，或者由海军潜水员扫除。
清除鱼雷的海豚在2003年伊拉克战争期间曾被部署到波斯湾。海军说，这些海豚在Umm Qasr港有效地协助探测到一百多颗反舰水雷及诡雷。

## 延伸閱讀
- Sam H. Ridgway, Handbook of Marine Mammals (6 volumes) Academic Press [written by a NMMP veterinarian]
- Sam H. Ridgway, "Dolphin Doctor: A Pioneering Veterinarian and Scientist Remembers the Extraordinary Dolphin that Inspired His Career". Dolphin Science Press ISBN 0-9642716-0-5 (original publication, Yankee Books © 1987) [written by a NMMP veterinarian about his work with a dolphin named Tuffy when the facility was at Point Mugu, California]

## 外部連結
- NMMP Home Page  — the program's official web site
- Space and Naval Warfare Systems Center San Diego (SSC San Diego)  — home page of the Navy research unit which includes the NMMP
- The Dolphins of War （页面存档备份，存于）  — info on military uses of dolphins